# Monasztir Habib Bourguiba nemzetközi repülőtér
A Monasztir Habib Bourguiba nemzetközi repülőtér (francia nyelven: Aéroport International de Monastir–Habib Bourguiba, arabul: مطار الحبيب بورقيبة الدولي) (IATA: MIR, ICAO: DTMB) Tunézia egyik kisebb nemzetközi repülőtere Monasztir közelében. Éves utasforgalma 1 586 860 fő (2019).

## Futópályák
A repülőtér futópályái:
- 07/25 (2903 m, 45 m, aszfalt)

## Forgalom
Az utasforgalom az elmúlt években az alábbi módon változott:
| Utasok száma | 3 462 157 | 1 006 757 | 1 238 543 | 1 165 775 | 1 117 233 | 510 692 | 793 199 | 966 111 | 1 560 668 | 1 586 860 |
|              | 2010      | 2011      | 2012      | 2013      | 2014      | 2015    | 2016    | 2017    | 2018      | 2019      |

## Légitársaságok és úticélok
2024-ben a Monasztir Habib Bourguiba nemzetközi repülőtérről az alábbi járatok indulnak (Utoljára frissítve: 2024-11-2):
The following airlines operate regular scheduled and charter flights at Monastir repülőtér:
| Légitársaság       | Célállomások |
| ------------------ | --- |
| Air France         | Szezonális: Párizs-Charles de Gaulle repülőtér |
| Air Serbia         | Szezonális charter: Belgrád, Niš |
| Austrian Airlines  | Szezonális charter: Bécs |
| Brüsszel Airlines  | Szezonális: Brüsszel |
| Discover Airlines  | Szezonális: Frankfurt, München |
| Eurowings          | Szezonális: Köln/Bonn, Düsseldorf |
| Luxair             | Szezonális: Luxembourg |
| Neos               | Szezonális: Bergamo, Bologna, Milánó–Malpensa, Róma–Fiumicino, Verona |
| Nouvelair          | Berlin, Brüsszel, Düsseldorf, Frankfurt, Hannover, Lyon, München, Nizza, Párizs-Charles de Gaulle repülőtér, Stuttgart Szezonális: Lipcse/Halle, Lille Szezonális charter: Lisszabon, Porto |
| Smartwings         | Szezonális charter: Brno, Ostrava, Pardubice, Prága |
| Smartwings Poland  | Szezonális charter: Katowice, Varsó–Chopin |
| Smartwings Hungary | Szezonális charter: Budapest |
| Sundair            | Szezonális: Berlin, Bréma |
| TAP Air Portugal   | Szezonális: Lisszabon |
| Transavia          | Lyon, Nantes, Párizs–Orly Szezonális: Marseille, Nizza |
| Tunisair           | Brüsszel, Frankfurt, Hamburg, Lyon, Marseille, München, Nizza, Párizs–Orly |